# Од Веле (Анаевское сельское поселение)
Од Веле — посёлок в Зубово-Полянском районе Мордовии России. Входит в состав Анаевского сельского поселения.

## История
Основан в начале 1930-х годов переселенцами из села Вадовские Селищи

## Население
| 2002 | 2010 |
| ---- | ---- |
| 36   | ↘22  |

## Национальный состав
Согласно результатам Всероссийской переписи населения 2002 года, в национальной структуре населения мордва-мокша составляли 100 %.